# Местные почты Норвегии

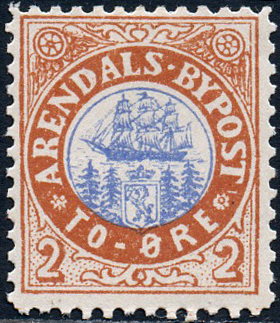
Почтовая марка местной почты Арендала (1885)

Местные почты Норвегии — местные городские почтовые службы, которые существовали в ряде городов Норвегии в период с 1865 по 1913 год и издавали собственные почтовые марки.

## Арендал

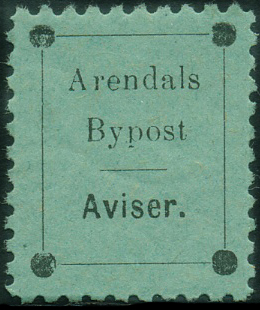
Газетная марка местной почты Арендала (1886)

Местная почта в Арендале была основана Гудбрантом Клаусом Уллебергом (Gudbrand Claus Ulleberg) 9 ноября 1885 года. Первые марки с надписью «Arendals-Bypost» («Местная почта Арендала»), отпечатанные литографским способом в два цвета, были выпущены в день открытия почты. Повторная эмиссия состоялась в 1888 году. 1 января 1886 года в Арендале была выпущена местная газетная марка с надписью «Arendals / Bypost / Aviser» В 1890 году марки 1885 года были переизданы с оригинальной отретушированной печатной формы. Марки издавались до 1891 года. В 1887 и 1890 годах были изданы почтовые карточки. Местная почта в Арендале действовала до мая 1893 года.

## Берген
Первая местная почта в Бергене была основана в 1865 году. Владелец её неизвестен. Марки номиналом 2 скиллинга с надписью «Bergens / By-Post» вышли в том же году. Они были без зубцов, отпечатаны литографским способом тёмно-коричневой краской на сероватой бумаге. На миниатюрах был изображён герб города. Вторая эмиссия того же дизайна состоялась в 1866 году. Эта местная почта в Бергене действовала до 1866 года.
Вторая почта открылась 1 июля 1868 года. Её основателями были Оле Норсхуус (Ole A. Norshuus) и Фредрик Скроетер (Fredrik Schroeter). Первые марки с надписью «Bypost / Bergen», отпечатанные литографским способом на цветной бумаге, вышли в день открытия почты. На миниатюрах была изображена цифра номинала в прямоугольнике. Второй выпуск состоялся в мае 1869 года. На миниатюрах, отпечатанных литографским способом, была изображена цифра номинала в кольце. Почта закрылась 31 декабря 1869 года. Вновь она была открыта 19 марта 1871 года Г. А. Рийсбергом (G. A. Riisberg) и работала, предположительно, до ноября 1878 года. Новых эмиссий марок за это время почта не осуществляла.
С 1 сентября 1878 года в Бергене работала местная почта, основанная Стотом (Staat), однако она не выпускала собственных марок.

## Вадсё
Местная почта в городе Вадсё была основана В. Б. Бёгом (W. B. Bøgh) 1 ноября 1893 года. Первая и единственная серия из четырёх марок, отпечатанных литографским способом на белой бумаге, с изображением оленьей упряжки и надписью «Vadsø / Bypost», вышла в день открытия почты. Почта закрылась 30 июня 1895 года.

## Вардё
Местная почта в городе Вардё была основана В. Б. Бёгом (W. B. Bøgh) 6 ноября 1893 года. Первая и единственная серия из четырёх марок, отпечатанных литографским способом на белой бумаге, с изображением норвежской рыбачьей лодки — фемборинг и надписью «Vardø / Bypost», вышла в день открытия почты. Почта закрылась 30 июня 1895 года.
|                               |              |              |             |             |
| Почтовая марка Бергена (1865) | то же (1868) | то же (1869) | Марка Вадсё | Марка Вардё |

## Гримстад

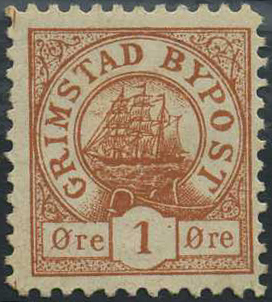
Марка местной почты Гримстада (1887)

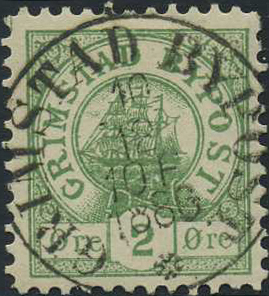
Гаашёная марка местной почты Гримстада (1887)

Местная почта в Гримстаде была основана Николаем Херлофсоном (Nicolai B. Herlofson) 15 января 1887 года. Серия из пяти марок местной почты, отпечатанные литографским способом на белой бумаге, с надписью «Grimstad Bypost» и изображением трёхмачтового судна в круге, вышли в день открытия почты. Марки гасились круглым штемпелем с надписью «Grimstad-Bypost» по окружности и восьмиконечной звездой внизу, а также переводной календарной датой и временем отправления в четыре строки в центре. Местная почта в Гримстаде закрылась в конце 1887 года.

## Драммен
В Драммене в XIX веке существовало несколько местных почт, основанных Борресеном (Borresen), Экхольдтом (Eckholdt), Г. К. Уллебергом, И. Б. Хагеном (I. B. Hagen), и Й. Эриксеном (J. Eriksen), выпускавших собственные марки.
1. Местная почта, основанная Г. К. Уллебергом, открылась 4 мая 1869 года. Первая марка, отпечатанная литографским способом бледно-зелёной краской, вышла в день открытия почты. На миниатюре изображён герб Драммена (скрещенные на фоне колонны, поднятый меч и ключ) и дана надпись «Bypost / Drammens / Bypost»; номинал марки — 2 скиллинга; известны с перфорацией, выполненной на швейной машине. 8 мая вышла марка номиналом в 1 скиллинг. Она была без зубцов, отпечатана вручную на белой бумаге. На миниатюре было помещено изображение герба города в овале. Также в мае была выпущена газетная марка, отпечатанная вручную на бело-серой бумаге без зубцов. На ней было помещено название почты и номинал в прямоугольной декоративной рамке.
22 мая 1869 года местная почта Уллеберга была передана Исмаелю Бернхарду Хагену (Ismael Bernhard Hagen).

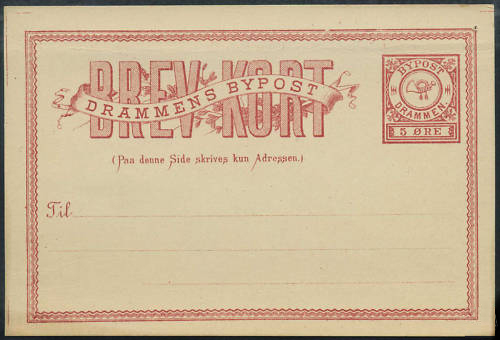
Почтовая карточка местной почты Борресена в Драммене (1888)

2. Местная почта Хагена выпустила первые марки в июне 1869 года. Они представляли собой переиздание первой марки почты Уллеберга. В июне — августе того же года была также выпущена марка № 1 фиолетового цвета. В июле 1869 года вышли временные марки с отрывным купоном курьерской почтовой службы Хагена. Они были отпечатаны типографским способом на цветной бумаге и представляли собой текст «Brevmærke / fra / I. B. Hagen / Bybudkontor» в фигурной рамке, номинал марок — 1 и 2 скиллинга. На талоне была надпись: «Kontrolmærke, / som Bybudet / afriver.» В дальнейшем, до 1887 года почта Хагена выпускала марки различного дизайна, отпечатанные как вручную, так и литографским способом. Местная почта Хагена закрылась 31 декабря 1888 года.
3. В 1875 году местная почта, основанная годом ранее неким Экхольдтом, выпустила марку номиналом в 2 скиллинга. Марка представляет собой ручной оттиск синей или матово-синей краской на белой бумаге надписи «By / Drammen / Post» и номинала «2ß» в рамке. Известны марки с перфорацией, выполненной на швейной машине. Эта почта закрылась в 1876 году.
4. Местная почта, основанная Йоханесом Эриксеном (Johannes Eriksen), открылась в Драммене 15 июня 1887 года. Первые марки отпечатанные ручным способом на цветной бумаге серо-чёрной краской, вышли в день открытия почты. На миниатюрах было изображение летящего голубя с письмом в клюве на фоне герба Драммена и надпись «Drammens / By & / Pakkepost / Joh. Eriksen». Для печати использовалось клише со сменными цифрами номинала. Повторная эмиссия этих марок, уменьшенного размера, была осуществлена 1 октября того же года. В июне и октябре 1887 года также выпускались почтовые карточки. Почта Эриксена закрылась 31 декабря 1888 года.
5. Местная почта, основанная М. Борресеном (M. Børresen), открылась 15 июня 1888 года. Первая марка номиналом в 5 эре с надписью «Berresens / Bypost / Drammen» в орнаментальной рамке, отпечатанная вручную красной краской на голубой бумаге, вышла в день открытия почты. В июле и октябре 1888 года почта Борресена выпускала также марки, отпечатанные типографским и ручным способами, с изображением почтового рожка и надписью «Bypost Drammen» или «Drammens post». Предположительно в июле 1888 года были выпущены почтовые карточки. Местная почта Борресена в Драммене закрылась 31 декабря 1888 года.
| Марки местных почт Драммена    | Марки местных почт Драммена                            | Марки местных почт Драммена    | Марки местных почт Драммена   | Марки местных почт Драммена    |
| ------------------------------ | ------------------------------------------------------ | ------------------------------ | ----------------------------- | ------------------------------ |
|                                |                                                        |                                |                               |                                |
| Местная почта Уллеберга (1869) | Местная почта Хагена (временная марка с купоном, 1869) | Местная почта Экхольдта (1875) | Местная почта Эриксена (1887) | Местная почта Борресена (1888) |

## Крагерё
Местная почта в Крагерё была основана Кр. Сольбергом (Chr. Solberg) и Фредриком Джуеллом (Fredrik Juell) в конце апреля 1886 года. 1 мая (по другим данным — в апреле) того же года была эмитирована серия из четырёх миниатюр с изображением острова прибрежного архипелага и птичьей стаи и надписью «Kragerë Bypost». Марки были отпечатаны литографским способом на тонированной бумаге. Существуют пробные беззубцовые марки различных цветов. Почта закрылась 8 октября 1886 года.

## Кристиансунн

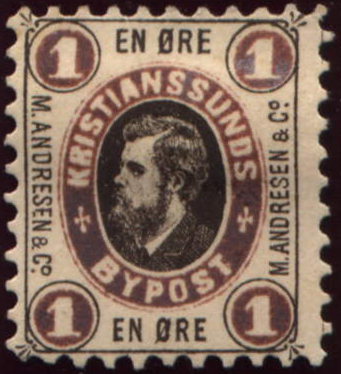
Почтовая марка местной почты в Кристиансунне. Портрет М. Андресена (1879)

В XIX веке в Кристиансунне действовали местные почты, основанные Мадсом Андресеном (Mads Andresen) и Й. С. Брууном (Joh. C. Bruun).
Местная почта Андресена в Кристиансунне была основана 1 сентября 1878 года. Первые марки, отпечатанные типографским способом на цветной бумаге, вышли в день открытия почты. На миниатюрах имелась надпись в зубчатой рамке «Chr.sunds Bypost / M. Andresen & Co.» и номинал. В октябре — декабре 1878 вышли три марки, отпечатанные литографским способом на белой бумаге, с изображением цифры номинала в овале и надписью «Christianssunds Bypost / M. Andresen & Co.». 1 октября 1879 года были эмитированы марки с изменённым написанием названия города — «Kristiansunds». А в декабре того же года серия из марок шести номиналов, отпечатанных литографским способом, с портретом Мадса Андресена. В октябре и декабре 1879 года издавались почтовые карточки. Местная почта Андресена закрылась в декабре 1879 года.
Местная почта Брууна была организована 1 марта 1887 года в качестве преемника компании Андресена. Первые три марки номиналом в 5 эре с надписью «Christianssunds Bypost», отпечатанные литографским способом на белой бумаге, были выпущены в день открытия почты. Рисунок их — цифра номинала в овале, напоминал марки компании Андресена. В январе 1889 года (по другим данным — в декабре 1888 года) были также выпущены марки с номиналами в 1, 2, 3 и 10 эре. Почта Брууна работала до весны 1889 года.

## Левангер
Местная почта в Левангере была основана В. Б. Богхом (W. B. Bogh) 20 июля 1888 года. Серия из четырёх марок местной почты, отпечатанных литографским способом на белой бумаге, с изображением героической фигуры Святого Олафа и надписью «Levanger / Bypost» вышла в день открытия почты. Местная почта закрылась 31 декабря 1888 года.

## Мандал
Местная почта Мандала была основана Николаем Херлофсоном (Nicolai B. Herlofsen) 15 ноября 1886 года. Серия из пяти марок местной почты, отпечатанных литографским способом на белой бумаге, с изображением дерева и надписью «Bypost / Mandal / Bypost» вышла в день открытия почты. Марки гасились круглым штемпелем с надписью «Mandals-Bypost» по окружности и восьмиконечной звездой внизу, а также переводной календарной датой и временем отправления в четыре строки в центре. Местная почта закрылась 30 апреля 1888 года.
|                      |                                                      |                                                   |                        |                      |
| Марка Крагерё (1886) | Марка местной почты Андерсена в Кристиансунне (1878) | Марка местной почты Брууна в Кристиансунне (1887) | Марка Левангера (1888) | Марка Мандала (1886) |

## Намсус
Местная почта в Намсусе была основана В. Б. Богхом 5 июля 1888 года. Серия из четырёх марок с номиналами 2, 4, 8, и 10 эре, отпечатанных литографским способом на белой бумаге, с изображением рыбы из семейства лососёвых и надписью «Namsos / Bypost», вышла в день открытия почты. В марте 1889 года на марках с номиналами 8 и 10 эре была сделана надпечатка нового номинала. Местная почта закрылась 30 июня 1889 года.

## Олесунн
Местная почта в Олесунне была основана Хансом Эйеном (Hans Sev. Øyen) 10 декабря 1880 года. Первые марки местной почты, отпечатанные литографским способом на цветной бумаге, с изображением трески в овале и надписью «Bypost-Friemærke / Aalesund», вышли в день открытия почты. По углам марок располагались буквы «Ö Y E N». Следующая серия вышла 15 декабря 1884 года. На марках, отпечатанных литографским способом на белой бумаге, была изображена монограмма Ханса Эйена. В сентябре 1884 года была выпущена почтовая карточка. Встречаются марки Олесунна с гашениями отделения норвежского почтового департамента.
|                      |                       |                       |
| Марка Намсуса (1888) | Марки Олесунна (1880) | Марка Олесунна (1884) |

## Стейнхьер
Местная почта в Стейнхьере была основана В. Б. Богхом (W. B. Bøgh) 20 июля 1888 года. Серия из четырёх марок местной почты, отпечатанных литографским способом на белой бумаге, с изображением медведя в дикой местности и надписью «Stenkjær / By Post», вышла в день открытия почты. Местная почта закрылась 31 декабря 1888 года.

## Тёнсберг
Местная почта в Тёнсберге была основана А. Е. Вейгордом (A. E. Weygaard) 10 мая 1884 года. 29 августа того же года вышла первая серия из четырёх марок с номиналами 1, 2, 3 и 5 эре, отпечатанных литографским способом на цветной бумаге, с изображением за́мка с герба города и надписью «Tønsberg / By post». Позднее серия была дополнена маркой с номиналом в 10 эре. Марки были без зубцов, в январе 1885 года серию переиздали с зубцами, добавив марку с номиналом в 20 эре и исключив с номиналом в 2 эре. В июле 1885 и в 1887—1888 годах на марках были сделаны надпечатки нового номинала. Местная почта в Тёнсберге закрылась 1 июля 1890 года.

## Тромсё
Местная почта в Тромсё была основана банковским служащим Йоханом Лундом (Johan Lund) 24 февраля 1881 года. Первая серия из трёх марок с номиналами в 3, 5 и 8 эре, отпечатанных литографским способом на белой бумаге, с изображением северного оленя в овале и надписью «Tromsö Bypost» была выпущена в день открытия почты. В январе 1882 года серия была дополнена маркой с номиналом в 2 эре, а в январе 1883 года на этих марках была сделана надпечатка нового номинала — 5 эре. В дальнейшем марки переиздавались в феврале 1883 года и апреле 1887 года с изменённым рисунком. Последние марки местной почты вышли предположительно в 1895 году.
|                         |                        |                     |
| Марка Стейнхьера (1888) | Марка Тёнсберга (1887) | Марка Тромсё (1881) |

## Тронхейм
Местная почта в Тронхейме была основана Георгом Крогхом (Georg F. Krogh) 17 ноября 1865 года. Первая марка, отпечатанная литографским способом на белой бумаге, с монограммой Крогха, обрамлённой 30 жемчужинами и надписью «Throndhjems / By-Post», вышла в день открытия почты. Номинальная стоимость её была 1 скиллинг, однако номинал на ней указан не был. В дальнейшем, эту марку переиздавали в 1867, 1870, 1871 и 1878 годах с небольшими изменениями в рисунке.
В 1870 году владельцем почты стал Кр. Брекстад (Chr. Brækstad). В январе 1872 года были выпущены марки, отпечатанные литографским способом на белой бумаге, с надписью «Throndhjems / Brækstad & Co / By-Post.» и изображением цифры номинала в овале, окаймлённом широкой лентой с пряжкой с тремя жемчужинами. Марки этого дизайна переиздавались в 1875 и 1878 годах. В ноябре 1877 года вышли марки с несколько изменённым дизайном, через год их переиздали в уменьшенном варианте. В 1884 году вышла марка, отпечатанная литографским способом на белой бумаге, с изображением в центре герба Тронхейма в круге. Прототипом для дизайна этой марки послужила миниатюра городской почты Санкт-Петербурга, выпущенная в 1863 году. Это была последняя марка с надписью названия компании «Brækstad & Co», на остальных марках местной почты Тронхейма, издававшихся с 1886 по 1910 год была надпись «Trondhjems / By-Post».
В ноябре 1897 года была выпущена коммеморативная серия из четырёх марок, отпечатанная литографским способом, посвящённая 900-летнему юбилею города Тронхейм. На миниатюрах были помещены следующие сюжеты: городской герб, Нидаросский собор, Святой Олаф и остров Мункхолмен, расположенный к северу от Тронхейма.
В 1872, 1882, 1897 и некоторых других годах, местная почта издавала почтовые карточки. Почта в Тронхейме работала до 30 июня 1913 года.
| Марки местных почт Тронхейма | Марки местных почт Тронхейма   | Марки местных почт Тронхейма | Марки местных почт Тронхейма                                             | Марки местных почт Тронхейма                    |
| ---------------------------- | ------------------------------ | ---------------------------- | ------------------------------------------------------------------------ | ----------------------------------------------- |
|                              |                                |                              |                                                                          |                                                 |
| 1865: марка почты Г. Крогха  | 1872: марка почты К. Брекстада | 1884: то же (герб города)    | 1863: Россия, почтовая марка городской почты Санкт-Петербурга (прототип) | 1897: коммеморативная марка (Нидаросский собор) |

## Хаммерфест
Местная почта в Хаммерфесте была основана 13 июля 1888 года книготорговцем В. Б. Богхом (W. B. Bøgh) при содействии местного начальника почтового отделения норвежской государственной почты Г. Хагена (G. Hagen). Первый выпуск — серия из четырёх марок, отпечатанная литографским способом на белой бумаге, с изображением скалы мыса Нордкап и надписью «Hammerdest / Bypost», состоялся в день открытия почты. В декабре того же года на марках была произведена надпечатка цифры дополнительного сбора. Местная почта в Хаммерфесте закрылась в конце 1888 года (по другим данным — в июне 1895 года).

## Холместранн
Местная почта в Холместранне была основана М. Борресеном 1 июня 1888 года. Первые марки вышли в день открытия почты. Они представляют собой горизонтальные оттиски ручным штампом чёрной краской цифры номинала в овале (3 эре) и прямоугольной рамки с надписью «Bypost / Holmestrand / Bypost» на бледно-зелёной бумаге и золотистой краской (5 эре) на кремовой бумаге. 15 июня серия была переиздана в уменьшенном размере и с добавлением марки с номиналом в 10 эре, отпечатанную пурпурной или карминовой краской на синей бумаге. 1 декабря (по другим данным в октябре) того же года состоялся ещё один выпуск марок местной почты Холместранна. Три миниатюры, с изображением морского побережья, были отпечатаны литографским способом на белой бумаге. В июне — июле издавались почтовые карточки. Местная почта здесь действовала только до конца 1888 года.

## Хортен
Местная почта в Хортене была основана Л. К. Хьерсом (L. K. Hiorth) 23 апреля 1882 года. Первые марки номиналом в 5 эре, с изображением якоря и надписью «Hortens / Bypost», отпечатанные литографским способом голубой краской на плотной бумаге, вышли в день открытия почты (по другим данным — 1 июля 1882 года). В 1884 и 1885 годах марки переиздавали с несколько изменённым рисунком.
Для нужд своей почты Хьерс использовал почтовые ящики норвежской государственной почты, фактически превратив последнюю в бесплатного доставщика корреспонденции. Правительство выразило по этому поводу протест, и местная почта была вынуждена закрыться 31 декабря 1888 года.
|                          |                                                            |                           |                      |
| Марка Хаммерфеста (1888) | Марка Хаммерфеста, надпечатка дополнительного сбора (1888) | Марка Холместранна (1888) | Марка Хортена (1882) |

## Фантастические выпуски
Существуют спекулятивно-фантастические марки некоего острова Моон («Moon Island»). Этот остров находится предположительно у берегов Норвегии. «Марки» с его названием появились в конце 1960-х годов. Тематика их весьма разнообразна: от высадки американских астронавтов на Луну (1969) до визита в Норвегию папы римского Иоанна Павла II (1989). Точных данных об острове и авторах «марок» нет.